# Grete Olsen
Grete Olsen (18. februar 1912 i København – 6. april 2010 i Holte) var dansk fægter og læge med speciale i plastikkirurgi.

## Tidlige år
Hun blev født som nummer to af tre børn. Faderen var bager, og familien havde været bagere i flere generationer. Barndommen var lykkelig, og hun viste tidligt interesse for mekanik, da hendes bedste legetøj var en togbane, som hun selv byggede op på et lille melloft. Familien var relativt velfunderede, og om sommeren flyttede man til ”sommerresidensen” ved Espergærde.
Som 12-årig var hun overvægtig og inaktiv. Hun ville gerne gå til ridning, men det mente moderen var for farligt, så hun blev bragt til den samme fægtesal i Store Kongensgade, som hendes kusine gik i. I løbet af de første tre måneder på fægtesalen tabte hun 9 kilo.
Hun blev student fra Øregård Gymnasium i 1931 og påbegyndte medicinstudiet samme år. I 1935 gik faderens bageri konkurs, og hun mistede det økonomiske grundlag for sine studier. Men så blev hun ”sat på aktier” i fægtesalen, hvor alle hjalp til, så hun kunne færdiggøre sit studium. Hun blev læge fra Københavns Universitet i 1939.

## Fægter
I fægtesalen - Salle d'Armes Mahaut - var hun lærling hos den ansete, franske fægtemester Leonce Mahaut, der imidlertid, i modsætning til andre fægtemestre, ikke ville lade sine elever deltage i konkurrence, før de var på et solidt niveau med hensyn til teknik og stil. Hun kom derfor først efter 5 år i konkurrence i 1929.
Hun var medlem af Akademisk Fægteklub og deltog ved Sommer-OL 1932 i Los Angeles, Sommer-OL 1936 i Berlin samt Sommer-OL 1948 i London på individuel fleuret, som dengang var den eneste disciplin for kvinder. Hendes bedste resultat ved de olympiske lege var i 1932, hvor hun kom i finalerunden og opnåede en plads som nummer 8 ud af 10 finalister. Hertil kom to holdverdensmesterskaber i 1947 i Lissabon og i 1948 i Den Haag og et holdeuropamesterskab i 1932 i København. Hun var også med på de danske VM-hold, der vandt sølv i 1950 i Monte Carlo samt bronze i 1937 i Paris og i 1951 i Stockholm. Hun opnåede desuden individuelt 6 danske fleuretmesterskaber på stribe (1933-1938), 2 nordiske mesterskaber og 1 akademisk verdensmesterskab.
Hendes lange karriere som fremtrædende, kvindelig fleuretfægter blev præget dels af verdenskrigen 1939-1945 - der indebar 2 aflyste olympiader i 1940 og 1944 - og dels af hendes lægegerning parallelt med fægtningen.
Hun indstillede sin fægtekarriere i 1951. Fægtemester Mahaut var død året forinden og fægtningen var - efter indførelsen af elektrisk markering - efter hendes opfattelse ikke længere sand fægtekunst.

## Læge
Efter endt uddannelse startede Grete Olsen sin turnustid på Rigshospitalet og lige fra starten havde hun drømmen om at blive plastikkirurg, men dette var ikke muligt i Danmark, hvor denne genre var ildeset. Grete Olsen fik fat i en bog der var skrevet af den meget berømte englænder Harold Gillies, hvorefter hun var fast besluttet på at hun måtte til England for at specialisere sig. Imidlertid kom anden verdenskrig i vejen for drømmen i første omgang, men da den finsk-russiske krig brød ud fik Grete Olsen arbejde, i 1941, som feltlæge på et Lazaret i Tavastehus. Gennem kontakter i Finland fik hun arbejde på Karolinska Sjukhuset i Stockholm hos plastikkirurgen Allan Ragnell, der var uddannet hos Harold Gillies. Under dette ophold opnåede Grete Olsen til at få kontakt til Harold Gillies via anbefalinger fra Allan Ragnell og hun fik et brev fra Harold Gillies, som lovede at ansætte hende, hvis hun kunne komme til England.
I 1942 fik Grete Olsen en stilling som læge på Færøerne og søgte derfor om rejsetilladelse til med mellemlanding i Skotland. Som det hele tiden havde været planen kunne Grete Olsen på denne måde komme til England, hvis hun altså ulovligt afbrød rejsen under mellemlandingen. Dette gjorde hun og søgte umiddelbart om opholdstilladelse. Dette blev imidlertid afvist og i måneder kæmpede Grete Olsen, med hjælp fra venner, indtil det til sidst lykkedes at få lov til at blive i England. Grete Olsen rejste videre til et militærhospital i Sydengland Rooksdown House, hvor Harold Gillies udførte banebrydende operationer af brandsår og andre krigslæsioner. Grete Olsen blev ansat og efter 3 måneder tillige Harold Gillies assistent og elev, og fra krigens sidste år havde hun selvstændigt ansvar for ”eget” afsnit.
Efter krigen blev Grete Olsen ansat på Rigshospitalet med store forventninger om at beskæftige sig med plastikkirurgi. Ansættelsen var en skuffelse for hende, da man i Danmark ikke var klar til nytænkning. Efter godt et år blev Grete Olsen ansat på en privatklinik i København og kunne blandt andet via konsulentbesøg i udlandet videreudvikle sit speciale. I 1947 blev Grete Olsen så ansat på Finseninstituttet, hvor hun fik lov til at udføre rekonstruktioner på kræftpatienter. I 1959 kunne hun, som nyudnævnt overlæge, indrette Danmarks første plastikkirurgiske afdeling.
Grete Olsens største indsats var indenfor hudkræft, hvor dødeligheden faldt med 40 % efter hun fik lov til at behandle med plastikkirurgisk tilgang. Hun var medstifter af ”The Scandinavian Association of Plastic Surgeons” og modtog flere ordner – herunder Dannebrogsordenen.
Grete Olsen blev pensioneret i 1980 og døde som 98-årig i Holte.